# 烏拉巴灣
8°21′44″N 76°59′02″W / 8.362334°N 76.983948°W
烏拉巴灣是南美洲北岸的海灣，位於巴拿馬和哥倫比亞接壤邊境以東，屬於加勒比海的一部分，長80公里、寬25公里，水深25至54米，該海灣在1502年由西班牙探險家發現。

## 外部連結
- Regiones Antioquenas: Uraba （页面存档备份，存于）